# Ameiurus catus
Ameiurus catus är en fiskart som först beskrevs av Carl von Linné 1758.  Ameiurus catus ingår i släktet Ameiurus och familjen Ictaluridae. Inga underarter finns listade i Catalogue of Life.